# Ablaincourt-Pressoir
Ablaincourt-Pressoir est une commune française située dans le département de la Somme en région Hauts-de-France.
La commune actuelle résulte de la fusion, en 1966, de deux communes précédemment séparées administrativement.

## Géographie

### Localisation

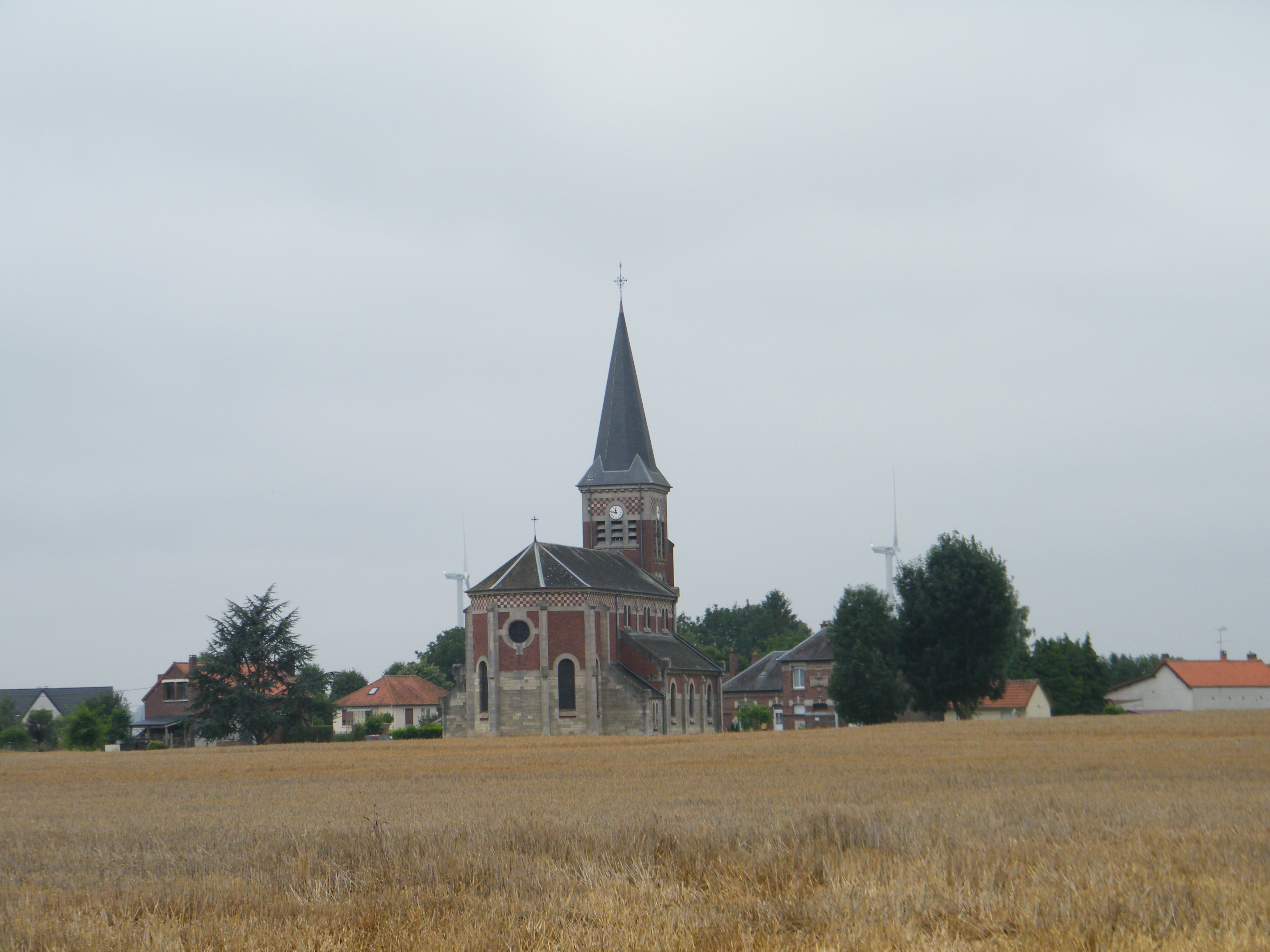
Ablaincourt-Pressoir

Ablaincourt-Pressoir est un village rural picard du Santerre situé au carrefour d'axes routiers majeurs  Paris – Lille / Bruxelles et Caen / Le Havre – Amiens – Saint-Quentin.

#### Communes limitrophes
| Soyécourt       | Estrées-Deniécourt et Berny-en-Santerre | Fresnes-Mazancourt |
| Vermandovillers | Ablaincourt-Pressoir                    | Marchélepot        |
| Lihons          | Chaulnes                                | Hyencourt-le-Grand |

### Nature du sol et du sous-sol
Le sol de la commune est composé de terres franches de nature argilo-calcaire,.

### Relief, paysage, végétation
Le relief de la commune est celui d'un plateau limoneux, un peu encaissé au sud.

### Hydrographie
La commune est située dans le bassin Artois-Picardie. Elle n'est drainée par aucun cours d'eau.

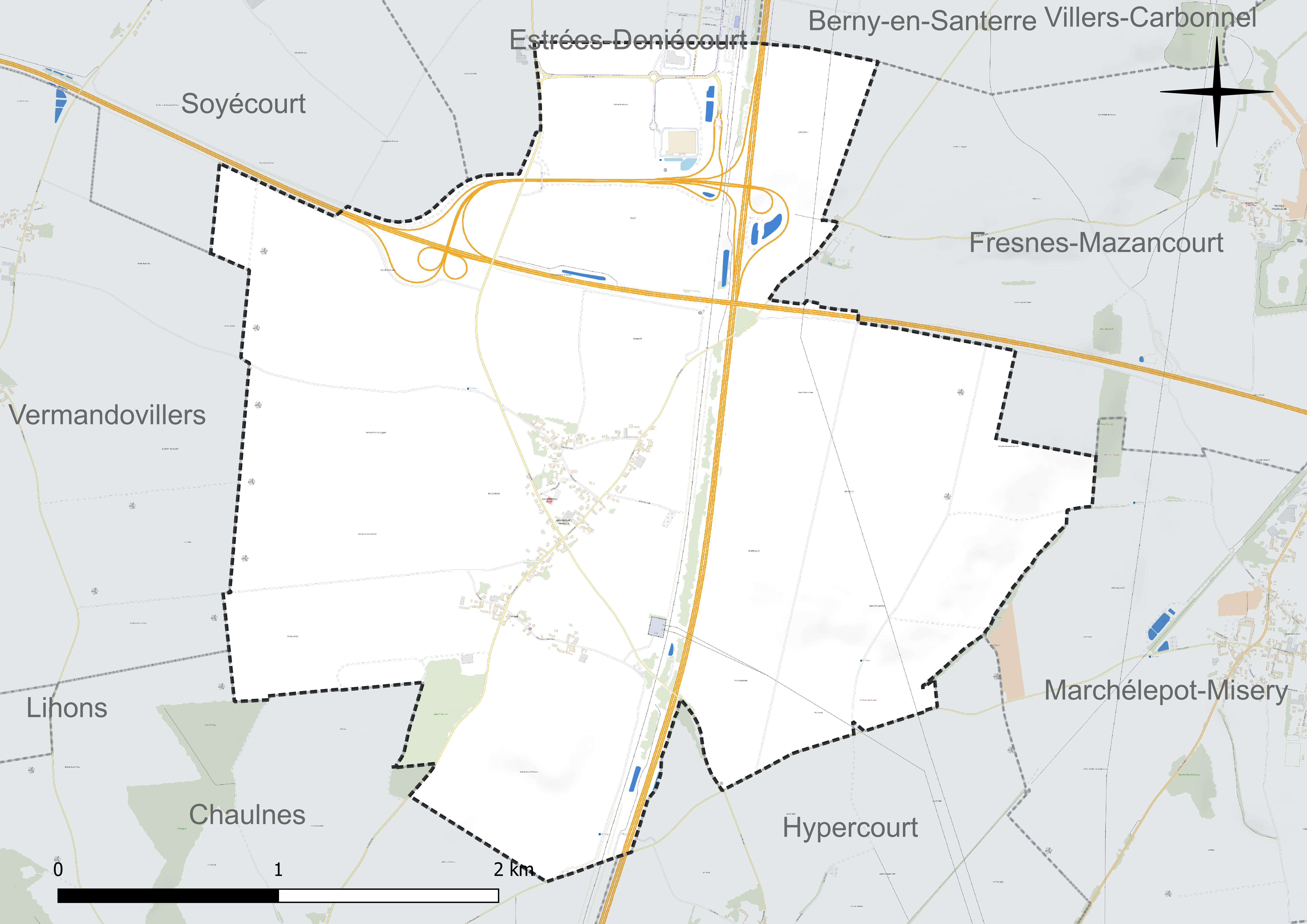
Réseau hydrographique d'Ablaincourt-Pressoir.

### Climat
Pour des articles plus généraux, voir Climat des Hauts-de-France et Climat de la Somme.
En 2010, le climat de la commune est de type climat océanique dégradé des plaines du Centre et du Nord, selon une étude du CNRS s'appuyant sur une série de données couvrant la période 1971-2000. En 2020, Météo-France publie une typologie des climats de la France métropolitaine dans laquelle la commune est exposée à un climat océanique et est dans la région climatique Nord-est du bassin Parisien, caractérisée par un ensoleillement médiocre, une pluviométrie moyenne régulièrement répartie au cours de l'année et un hiver froid (3 °C).
Pour la période 1971-2000, la température annuelle moyenne est de 10,1 °C, avec une amplitude thermique annuelle de 14,5 °C. Le cumul annuel moyen de précipitations est de 701 mm, avec 11,1 jours de précipitations en janvier et 8,9 jours en juillet. Pour la période 1991-2020, la température moyenne annuelle observée sur la station météorologique la plus proche, située sur la commune de Rouvroy-en-Santerre à 11 km à vol d'oiseau, est de 10,8 °C et le cumul annuel moyen de précipitations est de 635,8 mm,. Pour l'avenir, les paramètres climatiques de la commune estimés pour 2050 selon différents scénarios d'émission de gaz à effet de serre sont consultables sur un site dédié publié par Météo-France en novembre 2022.

### Aménagement du territoire
Hameaux et écarts : la commune se compose de deux villages principaux : Ablaincourt et Pressoir, villages détruits en totalité pendant la Première Guerre mondiale et reconstruits dans l'entre-deux-guerres.
Ablaincourt possédait également deux écarts : Bovent (parfois écrit Bouent) et Gomicourt, visibles sur le cadastre napoléonien et la carte d'état-major mais disparus aujourd'hui.

## Urbanisme

### Typologie
Au 1er janvier 2024, Ablaincourt-Pressoir est catégorisée commune rurale à habitat dispersé, selon la nouvelle grille communale de densité à sept niveaux définie par l'Insee en 2022.
Elle est située hors unité urbaine et hors attraction des villes,.

### Occupation des sols
L'occupation des sols de la commune, telle qu'elle ressort de la base de données européenne d'occupation biophysique des sols Corine Land Cover (CLC), est marquée par l'importance des territoires agricoles (88,5 % en 2018), en diminution par rapport à 1990 (95,6 %). La répartition détaillée en 2018 est la suivante : 
terres arables (88,5 %), zones industrielles ou commerciales et réseaux de communication (7,2 %), zones urbanisées (4,4 %). L'évolution de l'occupation des sols de la commune et de ses infrastructures peut être observée sur les différentes représentations cartographiques du territoire : la carte de Cassini (XVIIIe siècle), la carte d'état-major (1820-1866) et les cartes ou photos aériennes de l'IGN pour la période actuelle (1950 à aujourd'hui).

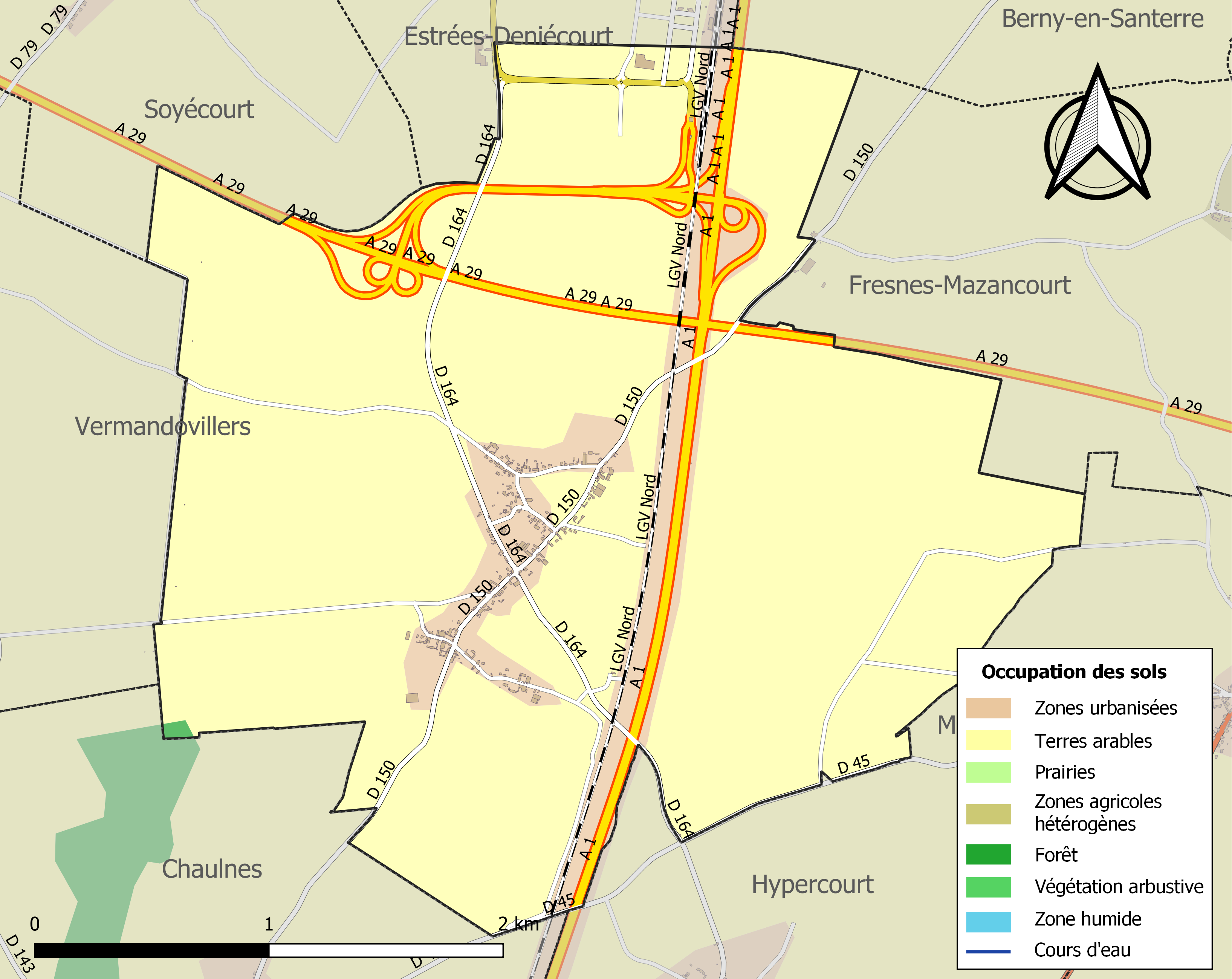
Carte des infrastructures et de l'occupation des sols de la commune en 2018 (CLC).

### Voies de communication et transports

#### Transport routier
L'A1 (Paris – Lille) et l'A29 (Le Havre – Saint-Quentin) se croisent sur le territoire de la commune, l'échangeur d'accès à l'A 1 se trouvant sur le territoire de la commune d'Estrées-Deniécourt.
Une bretelle de raccord entre les deux autoroutes permet la desserte de la gare TGV-Haute-Picardie par l'A29.
De plus, deux importantes routes départementales passent à proximité : au nord, la D 1029 (Amiens – Saint-Quentin) ; au sud, la D 337 (permettant des liaisons Amiens – Nesle – Chaulnes – Ham – Tergnier / Chauny – Laon).

#### Transport ferroviaire
La gare internationale TGV Haute-Picardie se situe en partie sur le territoire de la commune. Elle offre des liaisons avec Bruxelles ainsi que plusieurs grandes métropoles françaises, à l'exception notable de Paris intra-muros. 
Par dérision, elle est surnommée  la « gare des betteraves ». Elle est située sur la LGV Nord et sans raccordement (excepté celui de service) ni correspondance avec la ligne classique Amiens – Laon / Saint-Quentin, pourtant située à environ cinq kilomètres au sud (à Chaulnes).

## Toponymie
Ablaincourt-Pressoir est née de la fusion des communes d'Ablaincourt et de Pressoir en 1966.
- Ablaincourt

Le nom de la localité est attesté sous la forme Habelinicurt en 1044,, Ablincurt.
Il s'agit d'une formation toponymique médiévale en -court au sens ancien de « cour de ferme, ferme ». L'appellatif court correspond à l'appellatif germanique hof (-hoff, -hoven) de même sens. Il est issu du gallo-roman CORTE (bas latin cortem), forme contractée du latin cohors, cohortis cf. aussi curtis.
La premier élément Ablain- représente un anthroponyme germanique conformément au cas général qui veut que l'appellatif -court soit le plus souvent précédé d'un nom de personne germanique au cas régime.
Il peut s'agir dAbbelin ou dAbelinus (avec la désinence latine -us des textes écrits en latin médiéval qui n'a pas de réalité autre que littéraire).
- Pressoir

Pour désigner Pressoir on rencontre : Pressurs, Presur en 1180, pour devenir Pressoir. Il n'est pas certain que ce toponymie soit lié à la présence d'un pressoir à vin.
Ablaincourt-Pressor en picard.

## Histoire

### Moyen Âge
- Ablaincourt

Un aveu de 1215 mentionne la présence, à Bleincourt (Ablaincourt), d'un château fort construit sur une motte féodale. Eustache, fils de Jean de Bleincourt, seigneur d'Ablaincourt devait l'hommage féodal  à Jean Ier de Nesle.
Au XVIe siècle, la seigneurie d'Ablaincourt appartint à la famille Foursy de Mont-Saint-Jean. La seigneurie passa ensuite par mariage à la famille de Blottefière.
En 1648, la famille de Blottefière céda son fief d'Ablaincourt à la famille Mathieu. Le duc de Chaulnes possédait une partie des terres d'Ablaincourt.
En 1720, Jacques Bruhier était seigneur d'Ablaincourt.
- Gomiécourt

Le hameau de Gomiécourt eut un seigneur comme en témoigne une bulle de Pascal II de 1106 confirmant la possession par l'abbaye du Mont Saint-Quentin de la dîme des terres de Robert de Mauvoisin de Gomiecourt. En 1215, les seigneurs de Gomiecourt durent l'hommage à Jean Ier de Nesle.
- Bovent

Le hameau de Bovent eut lui aussi son seigneur. En 1171, Baudoin II de Boulogne, évêque de Noyon confirma la donation par Imbert de Bovent d'un cens de 18 sols aux frères hospitaliers d'Éterpigny. Dans le cartulaire du prieuré de Lihons-en-Santerre, figurent des chartes des seigneurs de Bovent de 1230 et 1307.
Au XVIIe siècle, la seigneurie de Bovent passa à la famille Vaillant, dont l'un des membres fut mayeur de Péronne en 1633. Elle y resta jusqu'au XVIIIe siècle.
- Pressoir

Une charte de 1204 mentionne le nom de Robert du Pressoir.

### Époque moderne
Le 18 décembre 1528, dans un aveu de la seigneurie de Villers-Carbonnel, Jeanne Gosson, veuve de Pierre d'Amerval, mentionne le fief de Pressoir comme appartenant à Charles de Faÿ, écuyer.
La seigneurie de Pressoir passa ensuite à la famille de Créquy puis au duc de Chaulnes.

### Époque contemporaine
Les communes de Bovent et de Gomiécourt, instituées lors de la Révolution française, sont absorbées entre 1790 et 1794 par celle d'Ablaincourt.

#### Première Guerre mondiale

##### 1914
Le 29 août 1914, à l'arrivée des Allemands, la population excepté le maire s'était enfuie. Après la bataille de la Marne, les habitants revinrent dans leur village. Les troupes allemandes et françaises occupent alternativement les deux communes. À partir du 28 septembre, les Allemands s'installent dans les villages. Les hommes sont tous enfermés dans l'église avec 90 habitants de Vermandovillers puis les hommes valides furent emmenés à Misery et Péronne puis les plus jeunes seront envoyés en Allemagne dans des camps de travail. Dans la nuit du 29 au 30 septembre, 84 femmes de Vermandovillers avec leurs enfants furent réparties dans les maisons d'Ablaincourt par les Allemands.
En janvier 1915, le hameau de Bovent fut totalement détruit par des tirs d'artillerie.

##### Bataille de la Somme
Les villages d'Ablaincourt et de Pressoir étaient situés sur la deuxième ligne de front allemande. Le 30 juin 1916, les tirs d'artillerie intenses que subirent les villages obligea les Allemands à évacuer la population civile à Monchy-Lagache au début de la bataille de la Somme. Cette évacuation à pied sous les bombardements fit cinq victimes civiles. Défendus par un blockhaus, quinze batteries de canons et quarante mitrailleuses, Ablaincourt et Pressoir changèrent plusieurs fois de mains au cours des combats. Le 14 octobre, Génermont fut reprise par les Français, le 7 novembre ce fut au tour d'Ablaincourt et de Pressoir d'être reprises par les soldats des 158e et 308e régiment d'infanterie. Les Allemands lancèrent une contre-offensive le 15 novembre, sans succès.

##### Fin de la Première Guerre mondiale
En mars 1917, l'armée britannique prit la relève de l'armée française dans ce secteur du front.
Le 21 mars 1918, les Allemands lancèrent leur dernière grande offensive au cours de la bataille du Kaiser. Les troupes australiennes libérèrent Ablaincourt et Pressoir à la fin du mois d'août 1918.

#### Entre-deux-guerres
Les deux communes d'Ablaincourt et de Pressoir étaient totalement ravagées. Les hameaux de Gomiécourt et de Bovent n'ont pas été reconstruits,. Il ne subsiste de cette époque que les vestiges d'une tour d'observation allemande en brique.

#### Seconde Guerre mondiale
La Drôle de guerre prit fin brusquement le 10 mai 1940 avec l'attaque allemande aux Pays-Bas, au Luxembourg et en Belgique. Après la percée allemande à Sedan, une suite de revers des armées française et britannique entraîna une avancée rapide des armées allemandes.
Le général Weygand, nouveau commandant en chef des armées françaises depuis le 20 mai 1940, parvint à constituer une ligne de front, la « Ligne Weygand », sur le cours  de la Somme.
Le 17 mai, les habitants d'Ablaincourt et de Pressoir furent évacués par ordre de la préfecture de la Somme. Le 25 mai, le 117e régiment d'infanterie installa son P. C. à Ablaincourt et attaqua les positions allemandes de Belloy-en-Santerre et de Berny-en-Santerre qui furent prises et tenues jusqu'au 3 juin 1940. Le 5 juin, l'attaque allemande débuta par un bombardement d'Ablaincourt et de Pressoir. Le 117e R.I. résista jusque 18 h où les rescapés furent faits prisonniers par les Allemands. Les deux villages furent très endommagés par les combats.
Durant l'occupation, les Allemands avaient installé à Ablaincourt une sorte de salle des fêtes pour leurs troupes.
Ablaincourt et Pressoir furent libérés par l'armée américaine le 1er septembre 1944.

#### Trente Glorieuses
Les deux communes d'Ablaincourt et de Pressoir, étant contiguës, fusionnèrent en 1966 pour n'en plus constituer qu'une seule : Ablaincourt-Pressoir.

#### XXIesiècle
Un projet de troisième aéroport international pour desservir Paris et sa région fut rendu public par le gouvernement Jospin le 15 novembre 2001, le site retenu s'étendait sur le territoire des communes de Chaulnes, d'Ablaincourt-Pressoir et d'autres communes des environs. Contesté, le projet fut abandonné, en juillet 2003, par le ministre des Transports Gilles de Robien.

## Politique et administration

### Rattachements administratifs et électoraux
La commune se trouve dans l'arrondissement de Péronne du département de la Somme. Pour l'élection des députés, elle fait partie depuis 1958 de la cinquième circonscription de la Somme.
Elle faisait partie depuis 1801 du canton de Chaulnes. Dans le cadre du redécoupage cantonal de 2014 en France, la commune est intégrée au canton de Ham.

### Intercommunalité
La commune était adhérente de la communauté de communes de Haute-Picardie créée en 1994 sous le nom de Ccommunauté de communes de Chaulnes et environs, et qui a pris sa dénomination de communauté de communes de Haute-Picardie en 1999.
Dans le cadre des dispositions de la loi portant nouvelle organisation territoriale de la République du 7 août 2015, qui prévoit que les établissements publics de coopération intercommunale (EPCI) à fiscalité propre doivent avoir un minimum de 15 000 habitants, la préfète de la Somme propose en octobre 2015 un projet de nouveau schéma départemental de coopération intercommunale (SDCI) qui prévoit la réduction de 28 à 16 du nombre des intercommunalités à fiscalité propre du Département.
Le projet préfectoral prévoit la « fusion des communautés de communes de Haute Picardie et du Santerre », le nouvel ensemble de 17 954 habitants regroupant 46 communes,,. À la suite de l'avis favorable de la commission départementale de coopération intercommunale en janvier 2016, la préfecture sollicite l'avis formel des conseils municipaux et communautaires concernés en vue de la mise en œuvre de la fusion le 1er janvier 2017.
Cette procédure aboutit à la création au 1er janvier 2017 de la communauté de communes Terre de Picardie, dont la commune est désormais membre.

### Tendances politiques et résultats
Lors des élections européennes de 2019 , le taux de participation dans cette ville est supérieur à la moyenne (62,5% contre 50,12% au niveau national); La liste du Rassemblement National arrive en tête avec 46,67% des suffrages, contre 23,31% au niveau national. La liste de la République en Marche obtient 16,19% des voix, contre 22,31% au niveau national. La liste des Républicains réalise un score de 8,57% des votes, contre 8,48% au niveau national. Les autres listes obtiennent des scores inférieurs à 5%.
Les élections présidentielles et législatives de 2022 montrent une tendance à voter pour le parti Rassemblement National avec la candidate aux présidentielles Marine Le Pen qui obtient 71,15% des voix au second tour, tandis que Yaël Menache obtient 64,25% des voix aux législatives.

### Liste des maires
| Période | Période | Identité         | Étiquette      | Qualité                                                                    |
| ------- | ------- | ---------------- | -------------- | -------------------------------------------------------------------------- |
|         |         | Germain François | Non renseigné  | Non renseigné                                                              |
| 2001    | 2008    | Didier Leturcq   | Non renseigné  | Non renseigné                                                              |
| 2008,   | 2026    | Dany Domont      | Sans étiquette | Retraité, ancienne profession intermédiaire Réélu pour le mandat 2020-2026 |

## Population et société

### Démographie
L'évolution du nombre d'habitants est connue à travers les recensements de la population effectués dans la commune depuis 1793. Pour les communes de moins de 10 000 habitants, une enquête de recensement portant sur toute la population est réalisée tous les cinq ans, les populations de référence des années intermédiaires étant quant à elles estimées par interpolation ou extrapolation. Pour la commune, le premier recensement exhaustif entrant dans le cadre du nouveau dispositif a été réalisé en 2006.

En 2022, la commune comptait 268 habitants, en évolution de −0,37 % par rapport à 2016 (Somme : −1,26 %, France hors Mayotte : +2,11 %).
| 1793 | 1800 | 1806 | 1821 | 1831 | 1836 | 1841 | 1846 | 1851 |
| ---- | ---- | ---- | ---- | ---- | ---- | ---- | ---- | ---- |
| 388  | 413  | 436  | 466  | 452  | 444  | 464  | 433  | 445  |

| 1856 | 1861 | 1866 | 1872 | 1876 | 1881 | 1886 | 1891 | 1896 |
| ---- | ---- | ---- | ---- | ---- | ---- | ---- | ---- | ---- |
| 419  | 393  | 368  | 367  | 353  | 365  | 334  | 327  | 312  |

| 1901 | 1906 | 1911 | 1921 | 1926 | 1931 | 1936 | 1946 | 1954 |
| ---- | ---- | ---- | ---- | ---- | ---- | ---- | ---- | ---- |
| 295  | 281  | 259  | 76   | 159  | 180  | 200  | 158  | 177  |

| 1962 | 1968 | 1975 | 1982 | 1990 | 1999 | 2006 | 2011 | 2016 |
| ---- | ---- | ---- | ---- | ---- | ---- | ---- | ---- | ---- |
| 191  | 224  | 194  | 185  | 206  | 227  | 258  | 269  | 269  |

| 2021 | 2022 | - | - | - | - | - | - | - |
| ---- | ---- | - | - | - | - | - | - | - |
| 267  | 268  | - | - | - | - | - | - | - |

Quelques chiffres de population des deux communes avant leur fusion :
- Recensement de 1851
  - Ablaincourt : 445 habitants
  - Pressoir : 144 habitants
- Recensement de 1896
  - Ablaincourt : 312 habitants
  - Pressoir : 106 habitants
- Recensement de 1954
  - Ablaincourt : 177 habitants
  - Pressoir : 91 habitants

### Enseignement
Le collège Aristide-Briand de Chaulnes accueille la majorité des élèves locaux.
Péronne polarise le secteur et la majeure partie des lycéens y étudient.

## Économie
Outre l'agriculture, la commune dispose d'une importante activité de transport de voyageurs par la présence sur son territoire d'une gare TGV et les dessertes par autocar vers Saint-Quentin et Amiens.
La fibre optique est installée en 2024 dans le cadre du Plan France Très Haut Débit.

## Culture locale et patrimoine

### Lieux et monuments
- L'église de Pressoir a été désacralisée en 1976 et vendue à des particuliers. Elle est devenue une habitation[43].
- Sous le mandat Domont, une nouvelle salle communale et mairie est installée à proximité de l'ancienne mairie.
- Un parc est installé en 2023 à proximité de la nouvelle mairie.

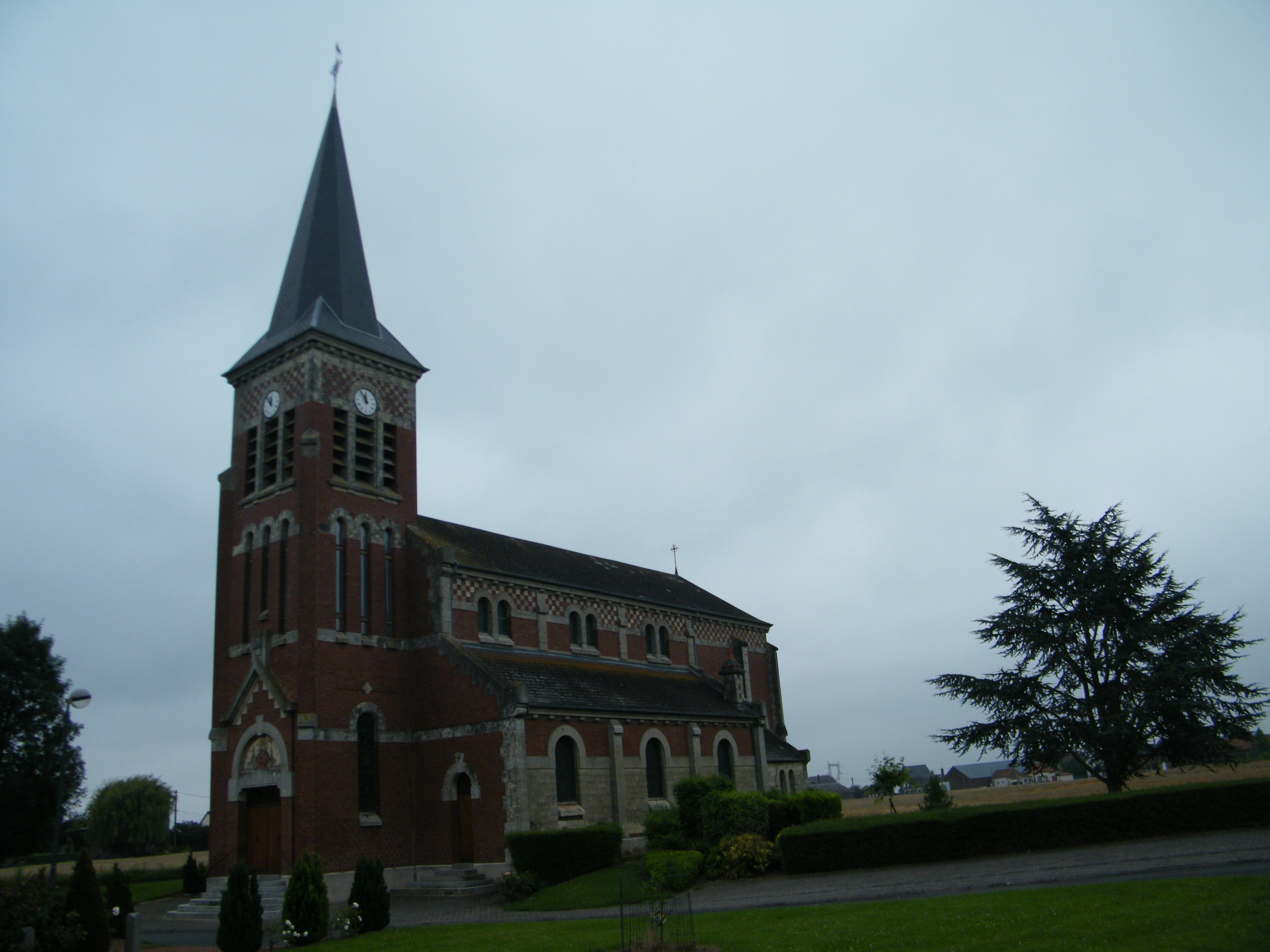
L'église paroissiale.
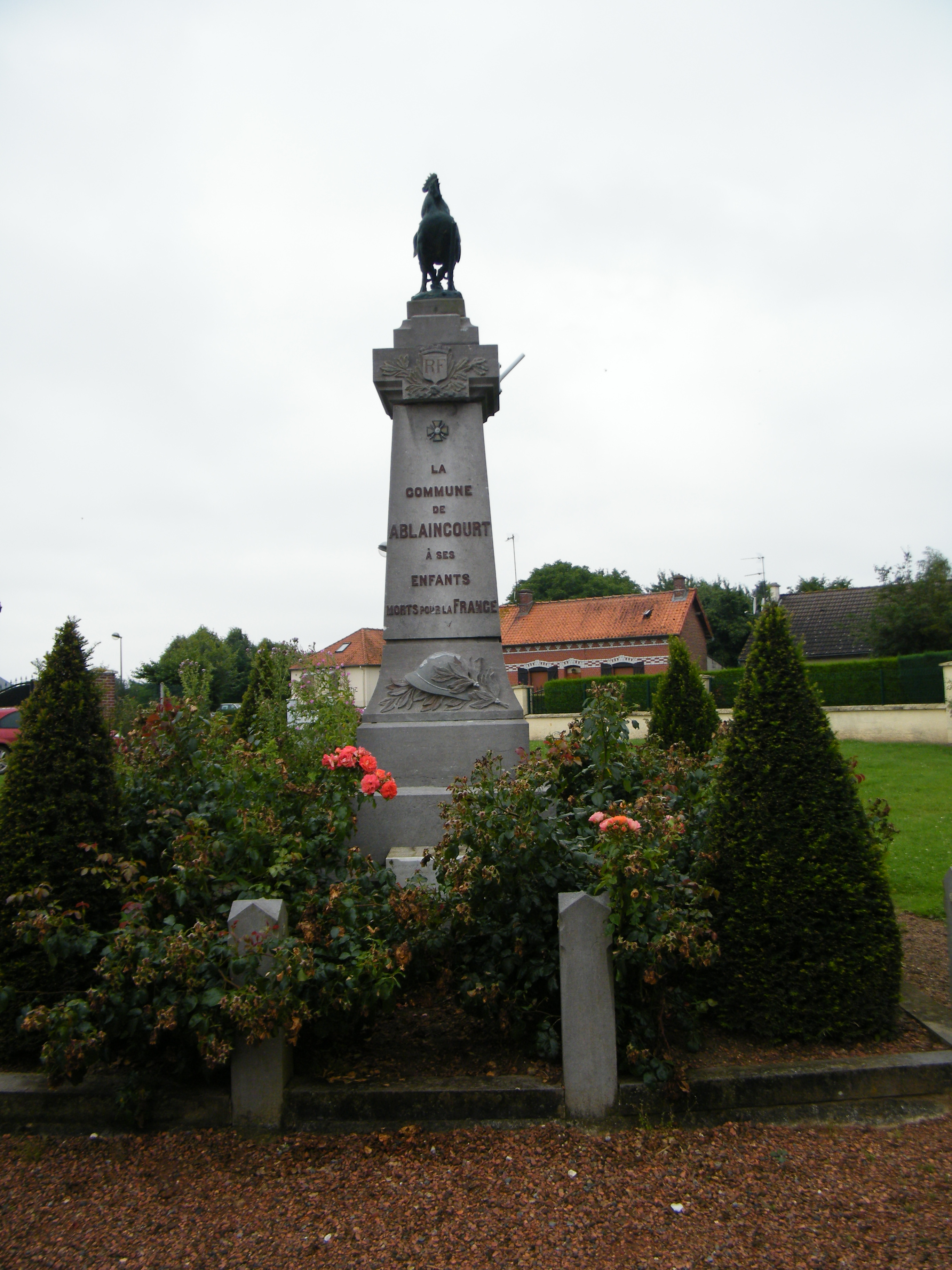
Monument aux morts.
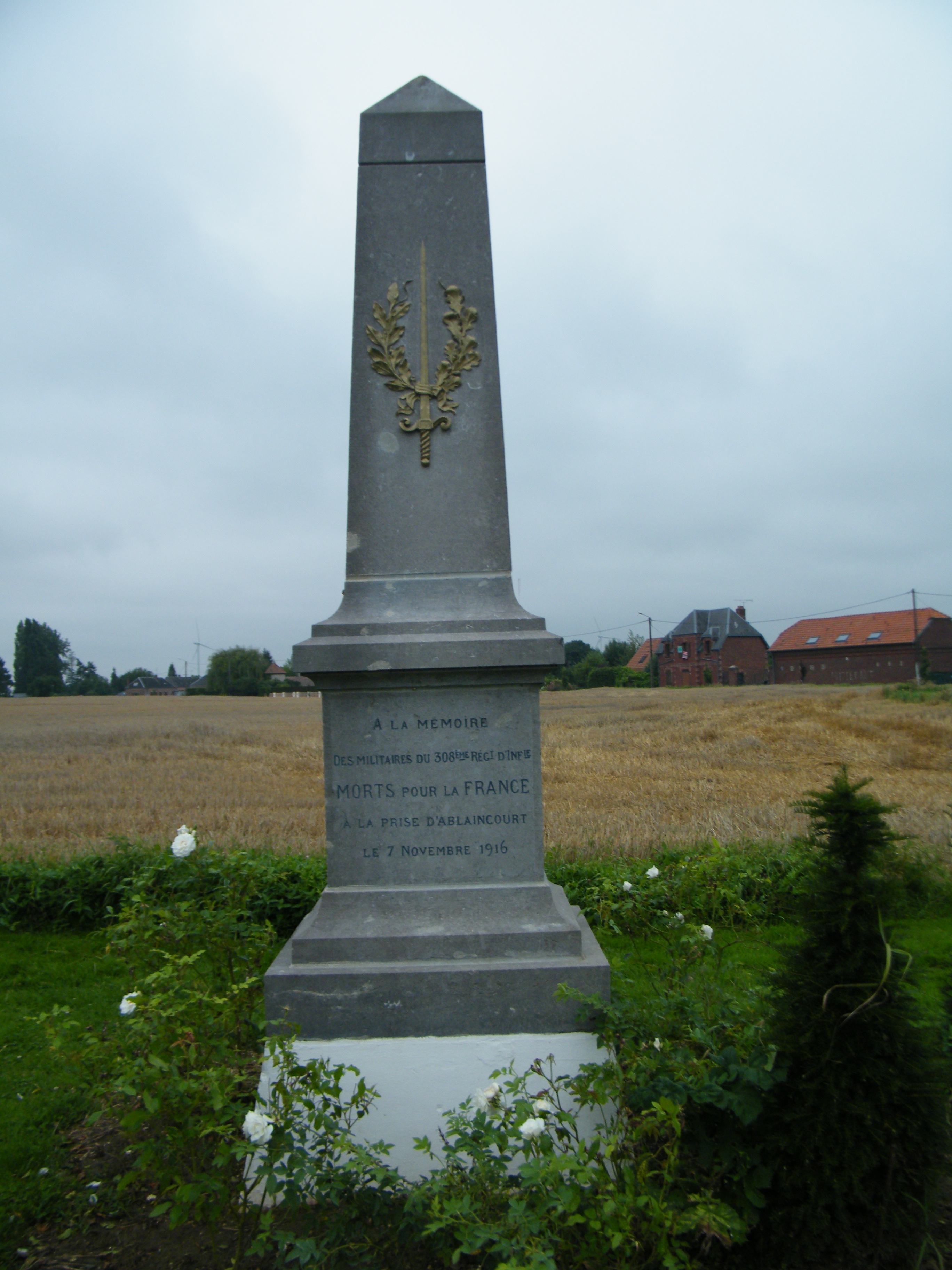
Monument au 308e RI, morts pour la France à la prise d'Ablaincourt, 7 novembre 1916.
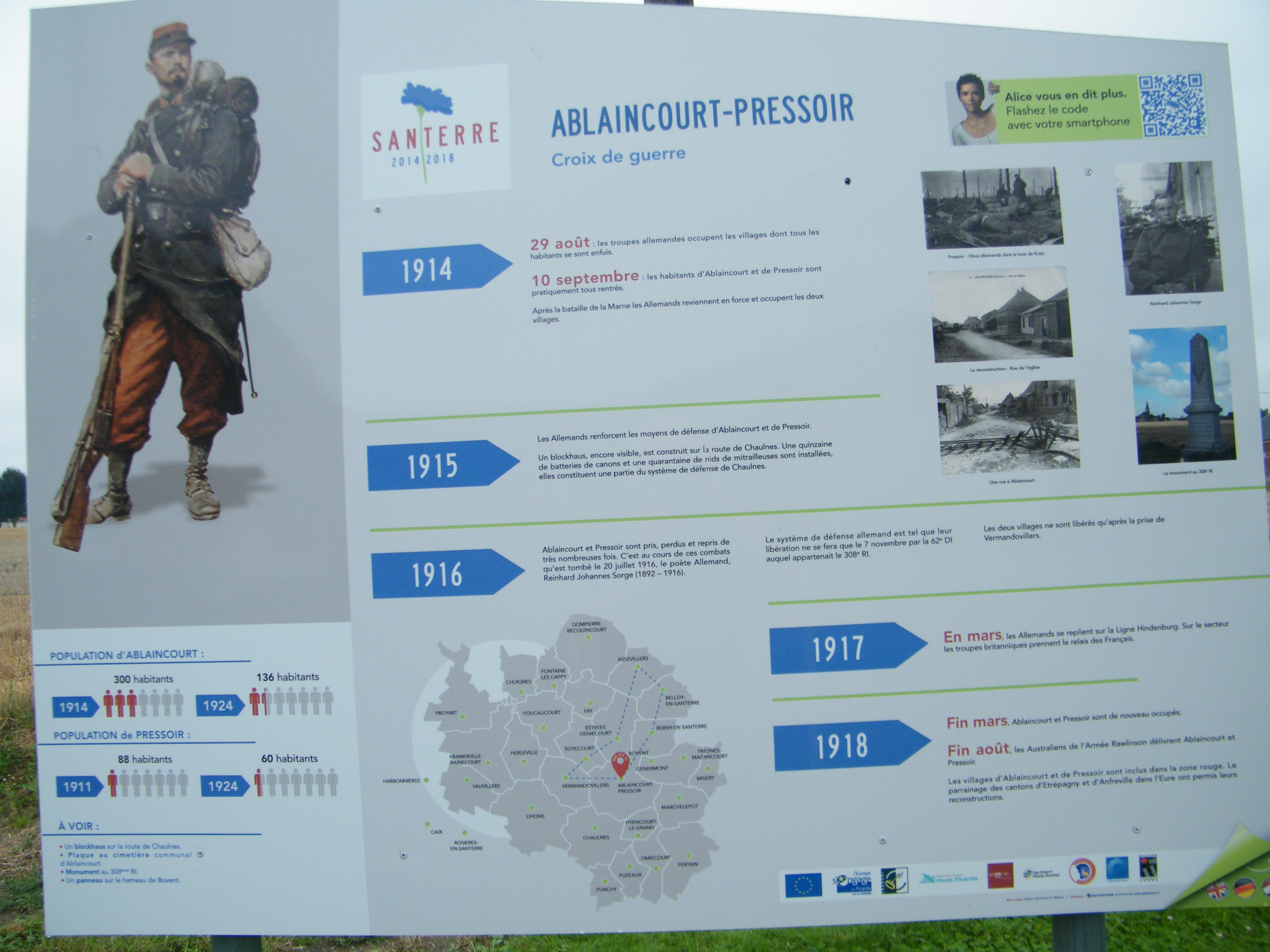
Informations historiques.

### Personnalités liées à la commune

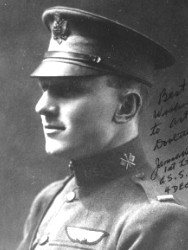
James Alfred Keating.

- Éloi Driencourt (1673-15 octobre 1748), né à Bovent, docteur à la Sorbonne, gardien du couvent des cordeliers de Péronne du grand couvent de Paris. Sa réputation amena Marie Leszczynska (1703 – 1768), reine de France à le consulter et à suivre ses conseils[19].
- James Alfred Keating, as de l'aviation militaire américaine de la Première Guerre mondiale, s'est illustré dans des combats dans le ciel de la commune.
- Jean-Louis Rambour, poète né en 1952, a vécu à Ablaincourt-Pressoir.

## Pour approfondir